# Cattierit
Cattierit ist ein selten vorkommendes Mineral aus der Mineralklasse der „Sulfide und Sulfosalze“ mit der chemischen Zusammensetzung CoS2 und damit chemisch gesehen Cobaltdisulfid.
Cattierit kristallisiert im kubischen Kristallsystem und entwickelt bis zu einem Zentimeter große, kubische Kristalle, findet sich aber auch in Form körniger Mineral-Aggregate und Verwachsungen mit anderen Sulfiden. Das Mineral ist in jeder Form undurchsichtig (opak) und zeigt auf den Oberflächen der rosa bis grauen, tabakbraunen oder rötlichweißen Kristalle einen metallischen Glanz.

## Etymologie und Geschichte
Angeblich soll J. J. von Setterberg bereits 1826 Cobaltdisulfid synthetisch hergestellt haben, obwohl die Schmelz- und Dissoziationspunkte des synthetischen Produkts nicht bestimmt wurden.
Als natürlich entstandenes Mineral wurde die Verbindung erst 1943 in Mineralproben aus der Shinkolobwe Mine nahe der gleichnamigen Stadt in der Provinz Katanga der Demokratischen Republik Kongo (damals noch Belgisch-Kongo) entdeckt. Dessen Entdecker, der belgische Mineraloge Johannes Franciscus Vaes (1902–1978), arbeitete zu dieser Zeit für die Bergbaugesellschaft Union Minière du Haut Katanga. Ein weiteres Mineral konnte er in der Kasompi Mine an der gleichnamigen Hügelkette etwa 70 Kilometer westsüdwestlich von Kambove entdecken.
Vaes führte unabhängige mineralogische Studien an den beiden neu entdeckten Sulfidmineralen durch und konnte als chemische Zusammensetzung CoS2 für das Mineral aus der Shinkolobwe Mine und NiS2 für das Mineral aus der Kasompi Mine ermitteln. Die vorläufigen Untersuchungsergebnisse ließen Vaes vermuten, dass die Minerale zur Pyritgruppe gehören könnten.
Die beiden Minerale wurden in den Laboren der Columbia University von Paul Francis Kerr untersucht. Er konnte deren Zusammensetzung bestätigen und sie als neue Mineralarten identifizieren. In seiner 1945 publizierten Erstbeschreibung benannte er das Cobaltdisulfid nach dem damaligen Direktor der Bergbaugesellschaft Union Minière du Haut Katanga Félicien Cattier. Das Nickeldisulfid erhielt zu Ehren seines Entdeckers den Namen Vaesit.
Typmaterial für den Cattierit ist in dem von der „Commission on Museums“ der International Mineralogical Association (IMA) geführten „Catalogue of Type Mineral Specimen“ nicht dokumentiert. Aufgrund der Entdeckung und Erstbeschreibung vor 1959 zählt Cattierit zu den Mineralen, die von der IMA als Grandfathered (G) bezeichnet werden.

## Klassifikation
Bereits in der veralteten 8. Auflage der Mineralsystematik nach Strunz gehörte der Cattierit zur Mineralklasse der „Sulfide und Sulfosalze“ und dort zur Abteilung der „Sulfide mit M : S < 1 : 1“, wo er zusammen mit Aurostibit, Geversit, Hauerit, Laurit, Michenerit, Penroseit, Pyrit, Sperrylith, Trogtalit, Vaesit und Villamanínit die „Pyrit-Reihe“ mit der System-Nr. II/C.05 bildete.
Im Lapis-Mineralienverzeichnis nach Stefan Weiß, das sich aus Rücksicht auf private Sammler und institutionelle Sammlungen noch nach dieser alten Form der Systematik von Karl Hugo Strunz richtet, erhielt das Mineral die System- und Mineral-Nr. II/D.17-40. In der „Lapis-Systematik“ entspricht dies ebenfalls der Abteilung „Sulfide mit Metall : S,Se,Te < 1 : 1“, wo Cattierit zusammen mit Aurostibit, Changchengit, Dzharkenit, Erlichmanit, Fukuchilit, Geversit, Hauerit, Insizwait, Kruťait, Laurit, Maslovit, Mayingit, Michenerit, Padmait, Penroseit, Pyrit, Sperrylith, Trogtalit, Testibiopalladit, Vaesit und Villamanínit die „Pyrit-Gruppe“ bildet (Stand 2018).
Die seit 2001 gültige und von der IMA bis 2009 aktualisierte 9. Auflage der Strunz’schen Mineralsystematik ordnet den Cattierit in die allgemeinere Abteilung der „Metallsulfide mit M : S ≤ 1 : 2“ ein. Diese ist allerdings weiter unterteilt nach dem genauen Stoffmengenverhältnis und den in der Verbindung vorherrschenden Metallen, so dass das Mineral entsprechend seiner Zusammensetzung in der Unterabteilung „M : S = 1 : 2, mit Fe, Co, Ni, PGE usw.“ zu finden ist, wo es zusammen mit Aurostibit, Dzharkenit, Erlichmanit, Fukuchilit, Gaotaiit, Geversit, Hauerit, Insizwait, Iridisit, Kruťait, Laurit, Penroseit, Pyrit, Sperrylith, Trogtalit, Vaesit und Villamanínit die „Pyritgruppe“ mit der System-Nr. 2.EB.05a bildet.
Auch die vorwiegend im englischen Sprachraum gebräuchliche Systematik der Minerale nach Dana ordnet den Cattierit in die Klasse der „Sulfide und Sulfosalze“ und dort in die Abteilung der „Sulfidminerale“ ein. Hier ist er ebenfalls in der „Pyritgruppe (Isometrisch: Pa3)“ mit der System-Nr. 02.12.01 innerhalb der Unterabteilung „Sulfide – einschließlich Seleniden und Telluriden – mit der Zusammensetzung AmBnXp, mit (m+n) : p = 1 : 2“ zu finden.

## Chemismus
Die idealisierte (theoretische) Zusammensetzung von Cattierit (CoS2) besteht aus 47,89 % Cobalt (Co) und 52,11 % Schwefel (S). In den Mineralproben aus der Typlokalität Shinkolobwe Mine konnten allerdings auch geringe Gehalte von 3,25 % Nickel (Ni) und 2,80 % Eisen (Fe) nachweisen, die einen Teil des Cobalts ersetzen (Substitution, Diadochie). Zurückzuführen ist dies auf eine lückenlose Mischkristallbildung zwischen Cattierit, Pyrit (FeS2) und Vaesit (NiS2).

## Kristallstruktur
Cattierit kristallisiert kubisch in der Pyritstruktur in der Raumgruppe Pa3 (Raumgruppen-Nr. 205) mit dem Gitterparameter a = 5,54 Å und vier Formeleinheiten pro Elementarzelle.

## Bildung und Fundorte
Cattierit findet sich in Carbonatgesteinen. Es ist vergesellschaftet mit Pyrit, Chalkopyrit und Mineralen der Linnaeit-Polydymit-Gruppe.
Als seltene Mineralbildung konnte Cattierit nur an wenigen Orten weltweit nachgewiesen werden, wobei bisher rund 30 Fundorte dokumentiert sind (Stand 2020). Seine Typlokalität Shinkolobwe Mine ist dabei der bisher einzige bekannte Fundort in der Demokratischen Republik Kongo.
In Deutschland trat das Mineral bisher unter anderem in den Gruben Clara bei Oberwolfach, Marie in der Kohlbach bei Hohensachsen und im ehemaligen Gänsberg-Schacht bei Wiesloch in Baden-Württemberg; in den Gruben Wolfsberg bei Iba (Bebra) und dem Wechselschacht bei Süß (Nentershausen) in Hessen; in den Erzgruben Breinigerberg, Diepenlinchen und Zufriedenheit nahe Stolberg in Nordrhein-Westfalen; der Grube Reich Geschiebe bei Imsbach in Rheinland-Pfalz sowie bei Schneeberg im sächsischen Erzgebirgskreis.
Der bisher einzige bekannte Fundort in der Schweiz ist eine NAGRA-Bohrung nahe der Gemeinde Kaisten im Kanton Aargau.
Weitere Fundorte liegen unter anderem in China, Finnland, Griechenland, Kanada, Marokko, Nordmazedonien, Rumänien, Schweden, Spanien, Tschechien, der Türkei, Ungarn sowie in den US-Bundesstaaten Colorado, Missouri und North Carolina.